# N108 (België)
De N108 is een gewestweg in de Belgische provincie Antwerpen. De weg verbindt Duffel met Lier en heeft een lengte van ongeveer 6 kilometer.

## Traject
De N108 loopt vanaf de N14 in Duffel in noordoostelijke richting naar Lier. De N108 loopt parallel met de N14, maar wel op de linkeroever van de Nete.
De weg wordt veel gebruikt voor transport van betonelementen vanuit Lier naar Mechelen.

## Plaatsen langs de N108
- Duffel
- Lier